# فرودگاه صحرایی لوکا
فرودگاه صحرایی لوکا (به انگلیسی: Levuka Airfield) یک فرودگاه همگانی با کد یاتا LEV است که یک باند فرود شن دارد و طول باند آن ۶۴۰ متر است. این فرودگاه در کشور فیجی قرار دارد و در ارتفاع ۳ متری از سطح دریا واقع شده است.